# Salix forbyana
Salix forbyana är en videväxtart som beskrevs av James Edward Smith. Salix forbyana ingår i släktet viden, och familjen videväxter. Inga underarter finns listade i Catalogue of Life.